# Péter Gulyás
Pour les articles homonymes, voir Gulyás.
Dans le nom hongrois Gulyás Péter, le nom de famille précède le prénom, mais cet article utilise l’ordre habituel en français Péter Gulyás, où le prénom précède le nom.

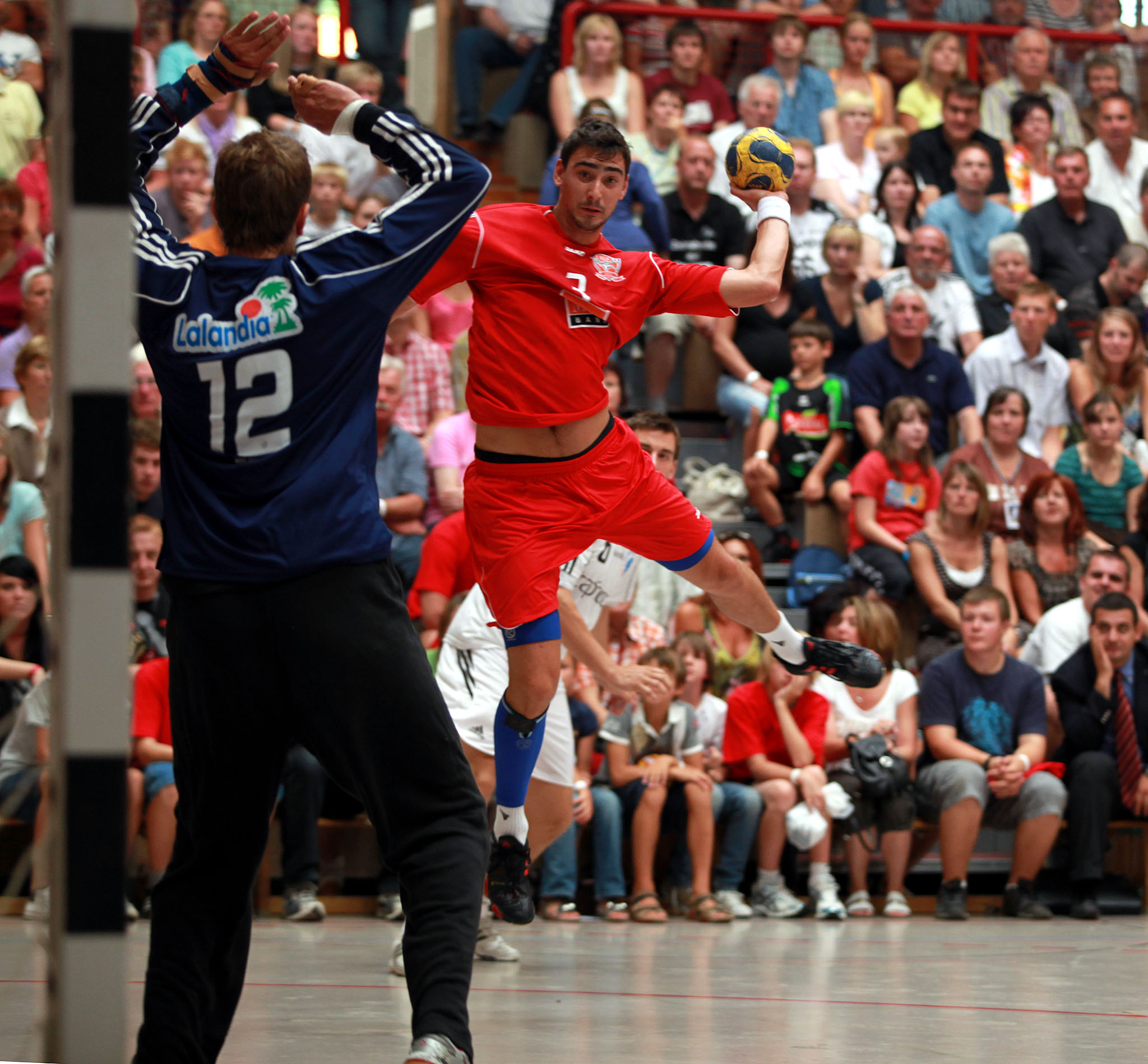
Péter Gulyás à la Schlecker Cup en 2009.

Péter Gulyás, né le 4 mars 1984 à Várpalota, est un ancien handballeur hongrois évoluant au poste d'ailier droit. International hongrois, il a principalement évolué au Veszprém KSE avec lequel il a remporté treize Championnats et dix Coupes de Hongrie.

## Carrière

### En club
Compétitions internationales
- Vainqueur de la Coupe des coupes (1) : 2008
- Finaliste de la Ligue des champions (2) : 2015, 2016
- Finaliste de la Supercoupe d'Europe (1) : 2008

Compétitions nationales
- Vainqueur du Championnat de Hongrie (13) : 2001, 2002, 2006, 2008, 2009, 2010, 2011, 2012, 2013, 2014, 2015, 2016, 2017
- Vainqueur de la Coupe de Hongrie (10) : 2002, 2007, 2009, 2010, 2012, 2013, 2014, 2015, 2016, 2017

### En équipe nationale
Jeux olympiques
- 4e place aux Jeux olympiques de 2012 de Londres,  Royaume-Uni

Championnat d'Europe
- 8e place au Championnat d'Europe 2008 en  Norvège
- 14e place au Championnat d'Europe 2010 en  Autriche
- 8e place au Championnat d'Europe 2014 au  Danemark

Championnat du monde
- 7e place au Championnat du monde 2011 en  Suède
- 7e place au Championnat du monde 2017 en  France

Championnat du monde junior
- Médaillé de bronze au Championnat du monde junior 2005 en  Hongrie